# Pramarn Adireksarn

Pramarn Adireksarn

Pramarn Adireksarn (Thai: ประมาณ อดิเรกสาร, RTGS: Praman Adireksan; * 31. Dezember 1913 in der Provinz Saraburi; † 20. August 2010 in Bangkok) war ein thailändischer Heeresoffizier und Politiker, der von 1974 bis 1986 Vorsitzender der Chart-Thai-Partei und mehrmals stellvertretender Ministerpräsident sowie Minister war.

## Leben

### Familie, Militärdienst und Beginn der politischen Laufbahn
Pramarn Adireksan, der aus einer Bauernfamilie stammte, war Absolvent der Chulachomklao-Militärakademie und diente im Anschluss als Offizier der Artillerie in seiner Heimatprovinz Saraburi. Er wurde als einer der jüngsten Offiziere zum Generalmajor befördert und war nach seinem Ausscheiden aus dem Militärdienst Direktor der Express Transport Organisation, einem ehemaligen staatlichen Unternehmen für interprovinzielle Frachtlieferungen. Er heiratete Thanpuying Charoen Choonhavan, die aus einer einflussreichen Familie stammte und Tochter von Feldmarschall Phin Choonhavan, der zwischen 1948 und 1954 Oberkommandierender des Heeres war. Damit war er ein Schwager von Chatichai Choonhavan, der von 1988 bis 1991 Ministerpräsident war, sowie von Udomlak Choonhavan, die mit General Phao Siyanon, der wiederum zwischen 1951 und 1957 als Oberkommandierender der Polizei fungierte. Er gehörte damit zum sogenannten „Ratchakru-Clan“, der nach der Straße am Wohnsitz der Familie Choonhavan benannt war.
Pramarn bekleidete als Mitglied der Seri-Manangkhasila-Partei vom 8. bis zum 11. Dezember 1951 als Minister ohne Geschäftsbereich im sechsten Kabinett von Feldmarschall Plaek Phibunsongkhram erstmals ein Regierungsamt. Später war er zwischen dem 31. Juli und dem 16. September 1957 Industrieminister im achten Kabinett Feldmarschall Plaek Phibunsongkhram. Nach dem erfolgreichen Putsch vom 16. September 1957 von Feldmarschall Sarit Thanarat, der zum Sturz von Ministerpräsident Plaek Phibunsongkhram führte, musste er sich aus dem politischen Leben zurückziehen und baute danach als Unternehmer ein Textilkonglomerat auf.

### Vorsitzender der Chart-Thai-Partei, Vize-Ministerpräsident und Oppositionsführer
Erst nach dem Volksaufstand im Oktober 1973 begann Pramarn wieder sein politisches Engagement. 1974 gründete er zusammen mit seinen Schwägern General Chatichai Choonhavan und Siri Siriyothin die Chart-Thai-Partei (Phak Chat Thai, „Thailändische Nationalpartei“). Er wurde zugleich erster Vorsitzender dieser Partei, die das Sprungbrett des Ratchakru-Clans zum Rückgewinn der Macht war. Die Partei wurde zu einer Vertretung des rechten Flügels und zum Sprachrohr der Konservativen, die in Gegnerschaft zur linken Studentenbewegung stand. Bei der Wahl zum Repräsentantenhaus 1975 war Pramarn Spitzenkandidat der Chart-Thai-Partei, die mit 28 Sitzen drittstärkste Kraft im zersplitterten Parlament wurde und der instabilen Koalitionsregierung von Ministerpräsident Kukrit Pramoj beitrat. Er war in Kukrits Kabinett zwischen dem 17. März 1975 und dem 12. Januar 1976 stellvertretender Ministerpräsident und Verteidigungsminister. Damit stand er auch der antikommunistischen Spezialeinheit Internal Security Operations Command (ISOC) vor. Während sich Ministerpräsident Kukrit um eine Entspannungspolitik gegenüber der Sozialistischen Republik Vietnam bemühte, behauptete Pramarn eine vietnamesische Verschwörung gegen Thailand.
Im zugespitzten Wahlkampf zur vorgezogenen Neuwahl im April 1976 trat die Chart-Thai-Partei mit dem Slogan „Rechts tötet Links“ an und verzeichnete deutliche Zugewinne. Anschließend ging sie eine Koalition mit der Demokratischen Partei ein. Im dritten und vierten Kabinett von Ministerpräsident Seni Pramoj fungierte Pramarn vom 20. April bis zum 6. Oktober 1976 weiterhin als stellvertretender Ministerpräsident sowie als Minister für Landwirtschaft und Genossenschaften. Dem Politikwissenschaftler Giles Ji Ungpakorn zufolge erklärte Pramarn in einer Kabinettssitzung am Morgen des 6. Oktober 1976 – während des Massakers an der Thammasat-Universität – dass nun der richtige Moment sei, die Studentenbewegung endgültig zu zerstören. Am selben Tag übernahm das Militär die Macht im Land.
In der Zeit der „Halb-Demokratie“ ab 1979 verlor die Chart-Thai-Partei zunächst an Einfluss. Am 3. März 1980 trat Pramarn jedoch als stellvertretender Ministerpräsident in das erste Kabinett des Ministerpräsidenten General Prem Tinsulanonda ein und bekleidete dieses Amt bis zum 19. März 1983. Nach der Wahl 1983, bei der die Nationalpartei die Zahl ihrer Sitze fast verdoppelte und zweitstärkste Kraft wurde, zeigte Pramarn selbst Ambitionen für das Amt des Premierministers. Daraufhin verlor er die Gunst von Premierminister Prem, der eine Regierung ohne die Chart-Thai-Partei bildete. Pramarn war somit vom 24. Mai 1983 bis zum 1. Mai 1986  Oppositionsführer im Repräsentantenhaus. Vor der Parlamentswahl 1986 trat er als Vorsitzender der Chart-Thai-Partei zurück und wurde daraufhin von seinem Schwager Chatichai Choonhavan abgelöst, der bestrebt war, die Koalition mit Ministerpräsident Prem fortzusetzen. Gleichwohl blieb Pramarn eine der Führungspersönlichkeiten der Thailändischen Nationalpartei.
Nachdem Chatichai Choonhavan am 4. August 1988 schließlich Ministerpräsident wurde, übernahm Pramarn in dessen erstem Kabinett vom 9. August 1988 bis zu seiner Ablösung durch Banharn Silpa-archa am 9. Januar 1990 zunächst das Amt des Innenministers. In dieser Funktion wurde er durch königlichen Beschluss zum General der Polizei befördert. Er selbst wiederum übernahm bei der Regierungsumbildung 9. Januar 1990 von Banharn Silpa-archa das Amt des Industrieministers und hatte dieses bis zum 9. Dezember 1990 inne. Im zweiten Kabinett Chatichai Choonhavans bekleidete er zwischen dem 14. Dezember 1990 und dem von General Suchinda Kraprayoon geleiteten Militärputsch am 23. Februar 1991 erneut das Amt des Innenministers. Nach dem Putsch zog er sich vorübergehend wieder aus dem politischen Leben zurück. Nach dem Schwarzen Mai 1992 und der anschließenden Rückkehr zur Demokratie trennten sich politisch die Wege Pramarns und seines Schwagers Chatichai: Während dieser die Chart-Pattana-Partei („Partei für nationale Entwicklung“) gründete, blieb Pramarn Vorsitzender der Chart-Thai-Partei. Nach der Neuwahl im September 1992 wurde er abermals offizieller Führer der parlamentarischen Opposition, bis ihn Banharn Silpa-archa am 7. Mai 1994 als Parteichef und damit auch als Oppositionsführer ablöste.
Pramarn verstarb im Vichaiyut Hospital an den Folgen eines Herz- und Nierenversagens. Er war der Vater des Schriftstellers und Politikers Pongpol Adireksarn, der unter anderem 1992 für einige Monate Außenminister sowie zwischen 2001 und 2005 ebenfalls stellvertretender Ministerpräsident war.